# Edward Bulfin
General Sir Edward Stanislaus Bulfin KCB CVO (6. november 1862 – 20. august 1939) var en britisk general under 1. verdenskrig, hvor han fik ry for at være en fremragende chef på brigade-, divisions-, og korps-niveau. Han blev især kendt for sin indsats under Første slag ved Ypres, hvor han organiserede improviserede styrker til at forsinke det tyske angreb.
I 1917–18 havde han kommandoen over 21. korps under Sinai og Palæstina-felttoget.

## Tidlige år
Bulfin blev født nær Dublin som anden søn af Patrick Bulfin og Teresa Clare Carroll. Hans far søn af Edward Bulfin fra Derrinlough, King's County (nu County Offaly), og blev valgt til Lord Mayor of Dublin i 1870. Han blev uddanet på Stonyhurst College og derpå på Kensington Catholic Public School Selv om han gik på Trinity College, Dublin, tog han ikke esamen, men valgte en militær løbebane i stedet.

## Militær karriere
Bulfin blev udnævnt til officer i Princess of Wales's Own (Yorkshire Regiment) i 1884, efter at have gjort militstjeneste i Royal Irish Fusiliers. Han blev forfremmet til kaptajn den 30. januar 1895. Hans karriere stod lidt i stampe indtil Boerkrigen, hvor han i november 1899 blev udnævnt til brigademajor i 9. brigade. Han var i kamp i flere træfninger i Syd Afrika og blev forfremmet til midlertidig major i november 1900. Han vendte tilbage til sin faste rang som kaptajn i sit regiment den 12. december 1901, men da han kom tilbage til England opgav han at gøre tjeneste i et regiment til fordel for en stabskarriere. Fra 1902 til 1904 gjorde han tjeneste som assisterende generaladjudant i 1. korps, og fra 1906 til 1910 som assisterende adjudant og generalkvartermester i Kapkolonien. Efter at være kommet tilbage til England blev han forfremmet til oberst og fik kommandoen over Essex-brigaden, en usædvanlig udnævnelse, da Bulfin aldrig havde ledet en bataljon. I 1913 blev han forfremmet igen og udpeget til den prestigefyldte post som kommandant for 2. infanteribrigade.

## 1. Verdenskrig
Ved udbruddet af 1. Verdenskrig blev Bulfin og 2. brigade overført til Vestfronten som en del af det oprindelige British Expeditionary Force. Under kampene omkring Ypres i slutningen af oktober 1914 organiserede han en improviseret styrke af seks bataljoner (kaldet "Bulfin's Force) og anførte et modangreb for at bremse den tyske fremrykning. Denne aktion vandt ham betydelig pris fra 1. korps' chef Douglas Haig og BEF-chef John French. I december blev han forfremmet til at lede den nyligt opstillede 28. division og anførte denne division under de kraftige tyske gasangreb under det Andet slag ved Ypres, og også under slaget ved Loos.
Bulfin blev syg i oktober og tilbragte første halvdel af 1916 med at rekonvalescere i England, og undgik således at blive overført til Thessaloniki. Han vendte tilbage til Vestfronten i juni 1916 for at lede 60. division under slaget ved Somme, om end divisionen ikke spillede en væsentlig rolle under offensiven.

### Thessaloniki og Palæstina
I december 1916 blev 60. division overført til Thessaloniki, om end de kun blev i seks måneder og tog ikke del i nogle større kampe. Da han flyttede til Palæstina i juni 1917, blev Bulfin forfremmet til generalløjtnant og fik kommandoen over 21. korps. Han viste sig at være en dygtig korpschef, og førte sin styrke gennem de tyrkiske stillinger under det Tredje slag om Gaza, som åbnede vej for erobringen af Jerusalem. Han anførte senere korpset under den overvældende sejr i slaget ved Megiddo ved krigens slutning.

## Efter krigen
Efter våbenstilstanden blev Bulfin i hæren i en række stabsroller og blev forfremmet til fuld general i 1925 og gik endelig på pension i 1926. Han døde i 1939 i sit hjem i Boscombe, Bournemouth, Dorset.

## Familie
Han giftede sig med Mary Frances Lonergan i 1898 (lige inden udstationering til Sydafrika), med hvem han fik to børn.